# Vicente Mundina
Vicente Mundina Balaguer (Villarreal, 9 de septiembre de 1932), conocido popularmente como padre Mundina, es un sacerdote y botánico español. Pertenece a la congregación de los Hijos de la Sagrada Familia.

## Biografía
Es cofundador de la Escuela Española de Arte Floral y director de los Viveros Nazaret (Madrid). También es conocido como "el cura de las plantas" gracias a su intervención en diversos programas de radio y televisión, en programas como Cosas (1980-1981). 
Ha escrito varios libros sobre jardinería y entre sus distinciones y condecoraciones oficiales destacan la Cruz de la Orden Civil de la Beneficencia de primera clase con distintivo blanco y la "Cruz de Comendador al Mérito Agrícola". También fue nombrado "Jardinero de Iberflora" en la edición de 1997. 
Se dedica también a impartir ponencias sobre botánica o la educación de los hijos en la defensa del medio ambiente.
Durante más de 25 años colaboró en numerosos programas de radio de la cadena COPE, como La Gran Manzana, Fin de Semana, Revistero y Tiempo libre.
También tenía un programa en esRadio denominado Jungla de asfalto, junto con Miguel del Pino y presentado por Elia Rodríguez.